# サン・マルコ・ラ・カートラ
サン・マルコ・ラ・カートラ（イタリア語: San Marco la Catola）は、イタリア共和国プッリャ州フォッジャ県にある、人口約1,000人の基礎自治体（コムーネ）。

## 地理

### 位置・広がり

#### 隣接コムーネ
隣接するコムーネは以下の通り。括弧内のBNはベネヴェント県（カンパニア州）、カンポバッソ県（モリーゼ州）所属を示す。
- チェレンツァ・ヴァルフォルトーレ
- サン・バルトロメーオ・イン・ガルド (BN)
- トゥファーラ (CB)
- ヴォルトゥラーラ・アップラ